# Деревень, Александр Юрьевич
Александр Юрьевич Деревень (род. 26 марта 1992, Тольятти, Самарская область) — российский гандболист, левый полусредний. Выступал за сборную России.

## Карьера
Воспитанник тольяттинской школы гандбола. Первый тренер — Пазенюк Татьяна Алексеевна.
Позже перешёл в систему гандбольного клуба «Чеховские медведи». Выступал за третью, потом за вторую команду, а в 2012 году был переведён в первый состав «медведей». В сезоне 2014/15 признан самым ценным игроком чемпионата России. В январе 2015 года подписал контракт с «Вардаром» из Скопье. В октябре 2015 года во время матча Лиги чемпионов получил серьёзную травму колена и выбыл из строя до конца сезона. В сезоне-2016/17 выиграл с «Вардаром» чемпионат и Кубок Македонии, Лигу чемпионов и SEHA-лигу, после чего вернулся на родину, где продолжил карьеру в московском «Спартаке» (в 2020 году клуб был переименован в ЦСКА).
В начале апреля 2021 года в возрасте 29 лет заявил о завершении карьеры из-за травм. Начал тренерскую деятельность в тольяттинской спортивной школе «Олимп». Летом 2024 года стал помощником Оксаны Роменской в клубе «Лада-2».

## Достижения
- Победитель Лиги чемпионов: 2017.
- Чемпион России: 2013, 2014, 2015.
- Обладатель Кубка России: 2013, 2015.
- Обладатель Суперкубка России: 2014.
- Чемпион Македонии: 2017.
- Обладатель Кубка Македонии: 2017.
- Победитель СЕХА-лиги: 2017.
- Медаль «За заслуги перед Македонией» (5 июня 2017 года, Македония)[6].

## Личная жизнь
Окончил МГГУ им. М.Шолохова. Летом 2015 года женился на гандболистке Дарье Вахтеровой. 11 января 2017 года у супругов родилась дочь Настя.

## Статистика
| Сезон        | Клуб           | Лига      | Матчи | Голы | 7-метр | Голы | передачи | перехваты |
| ------------ | -------------- | --------- | ----- | ---- | ------ | ---- | -------- | --------- |
| 2017/18      | Спартак Москва | Суперлига | 18    | 81   | 6      | 75   | 46       | 9         |
| 2017-по н.в. | Итого          | Суперлига |       |      |        |      |          |           |